# Parallellogramlagen

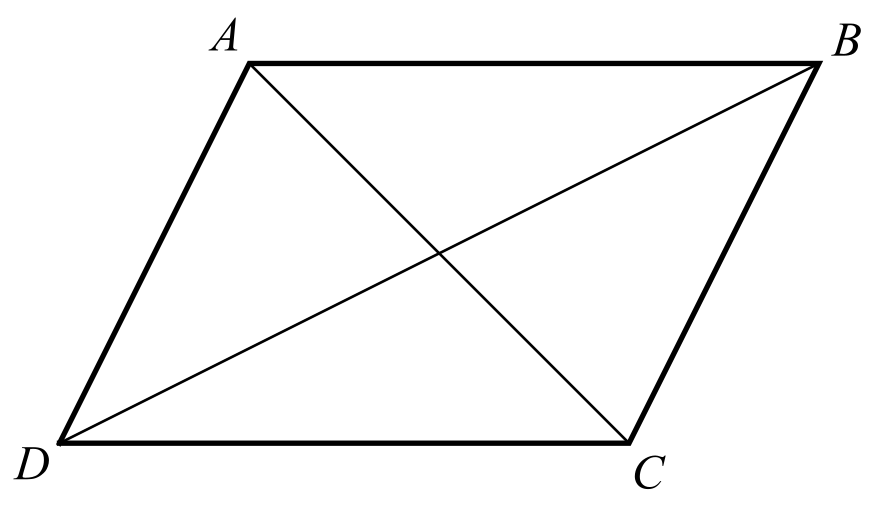
En parallellogram med diagonaler

Parallellogramlagen är inom matematiken en ekvation som kan förekomma i flera sammanhang. Den enklaste tillämpningen är inom plangeometri där satsen också har sitt ursprung. För en parallellogram är summan av kvadraterna på sidornas längder lika med summan av kvadraterna på diagonalernas längder:
{\displaystyle {\overline {AB}}^{2}+{\overline {BC}}^{2}+{\overline {CD}}^{2}+{\overline {DA}}^{2}={\overline {AC}}^{2}+{\overline {BD}}^{2}\Leftrightarrow }
{\displaystyle \quad 2\,{\overline {AB}}^{2}+2\,{\overline {BC}}^{2}={\overline {AC}}^{2}+{\overline {BD}}^{2}}
För en allmän fyrhörning kan sidorna antas vara olika och sambandet blir
{\displaystyle {\overline {AB}}^{2}+{\overline {BC}}^{2}+{\overline {CD}}^{2}+{\overline {DA}}^{2}={\overline {AC}}^{2}+{\overline {BD}}^{2}+4x^{2},}
där x är längden av linjesegmentet som förenar diagonalernas mittpunkter. Om x = 0, förenklas detta till parallellogramlagen.

## Bevis

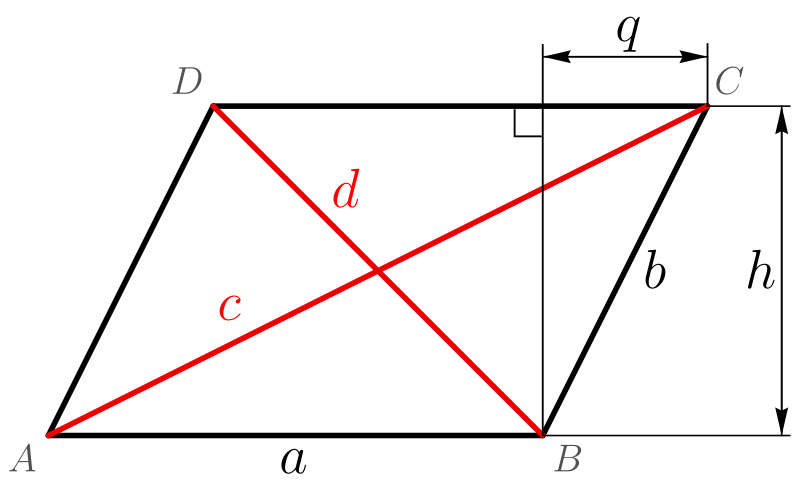
Figur 1

Med beteckningar enligt figur 1 kan parallellogramlagen skrivas
{\displaystyle 2\left(a^{2}+b^{2}\right)=c^{2}+d^{2}}
För ett geometriskt bevis kan Pythagoras sats användas:
{\displaystyle (a+q)^{2}+h^{2}=c^{2}}
{\displaystyle (a-q)^{2}+h^{2}=d^{2}}
Summan av ekvationerna är
{\displaystyle 2(a^{2}+\color {red}q^{2}+h^{2}\color {black})=c^{2}+d^{2}}
Pythagoras sats ger också att  
{\displaystyle \color {red}q^{2}+h^{2}\color {black}=b^{2}}
och därmed är satsen bevisad.

## Parallellogramlagen i inre produktrum

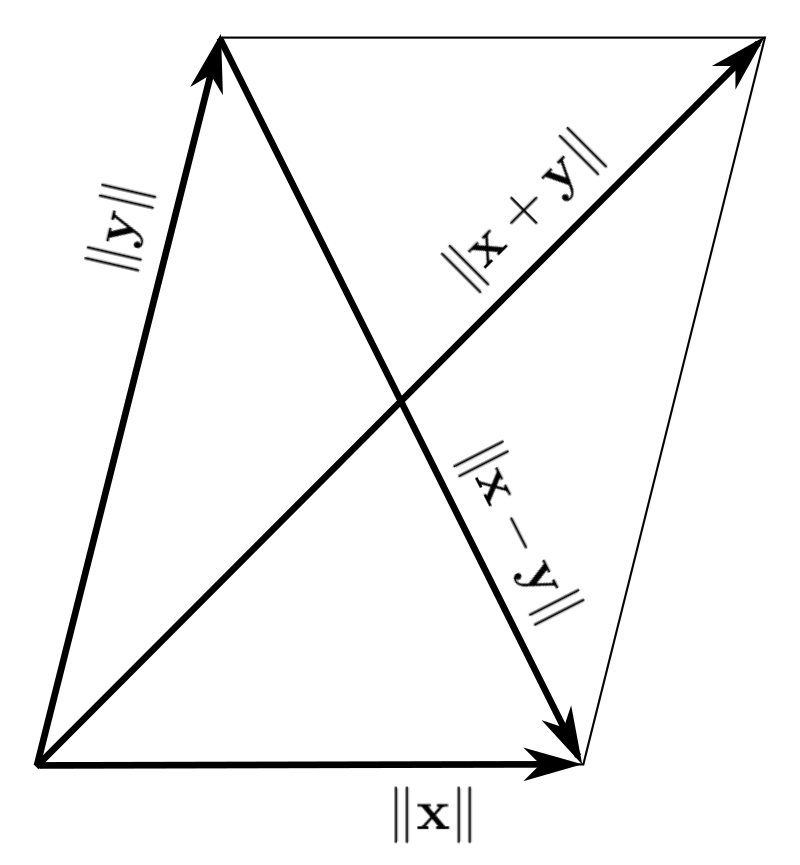
I ett normerat rum kan lagen tillämpas på vektorers normer

I ett normerat rum, är parallellogramlagen en ekvation som är ett samband mellan normer:
{\displaystyle 2\|x\|^{2}+2\|y\|^{2}=\|x+y\|^{2}+\|x-y\|^{2}}
I ett inre produktrum är normen bestämd av den inre produkten:
{\displaystyle \|x\|^{2}=\langle x,x\rangle }
Som en konsekvens av denna definition, är parallellogramlagen i ett inre produktrum, en algebraisk identitet som enkelt erhålls genom egenskaperna hos den inre produkten:
{\displaystyle \|x+y\|^{2}=\langle x+y,x+y\rangle =\langle x,x\rangle +\langle x,y\rangle +\langle y,x\rangle +\langle y,y\rangle ,}
{\displaystyle \|x-y\|^{2}=\langle x-y,x-y\rangle =\langle x,x\rangle -\langle x,y\rangle -\langle y,x\rangle +\langle y,y\rangle }
Om dessa uttryck adderas blir
{\displaystyle \|x+y\|^{2}+\|x-y\|^{2}=2\langle x,x\rangle +2\langle y,y\rangle =2\|x\|^{2}+2\|y\|^{2},}
vilket parallellogramlagen kräver. 
Om x är ortogonal till y, då är {\displaystyle \langle x,\ y\rangle =0} och ekvationen ovan för normen av en summa blir
{\displaystyle \|x+y\|^{2}=\langle x,x\rangle +\langle x,y\rangle +\langle y,x\rangle +\langle y,y\rangle =\|x\|^{2}+\|y\|^{2},}
vilket är Pythagoras sats.

## Normerade vektorrum som satisfierar parallellogramlagen
De flesta reella och komplexa vektorrum har inte inre produkter, men alla normerade vektorrum har normer (enligt definition). Exempelvis, en vanlig norm är p-normen:
{\displaystyle \|x\|_{p}=\left(\sum _{i=1}^{n}|x_{i}|^{p}\right)^{\frac {1}{p}},}
där {\displaystyle x_{i}} är komponenter till vektorn {\displaystyle x}. 
Givet en norm, går det att beräkna parallellogramlagens båda sidor. Ett anmärkningsvärt faktum är att om parallellogramlagen gäller, då måste normen uppstå på det vanliga sättet från någon inre produkt. Speciellt, den håller för p-normen om och endast om, p = 2, den så kallade euklidiska  normen eller standardnormen.
För varje norm som satisfierar parallellogramlagen (vilken med nödvändighet är en inre produktnorm), genererar normen den inre produkten, vilken är unik, som en konsekvens av polarisationsidentiteten. I det reella fallet ges polarisationsidentiteten av
{\displaystyle \langle x,y\rangle ={\|x+y\|^{2}-\|x-y\|^{2} \over 4},}
eller, ekvivalent, av
{\displaystyle {\|x+y\|^{2}-\|x\|^{2}-\|y\|^{2} \over 2}} eller {\displaystyle {\|x\|^{2}+\|y\|^{2}-\|x-y\|^{2} \over 2}}
I det komplexa fallet ges den av
{\displaystyle \langle x,y\rangle ={\|x+y\|^{2}-\|x-y\|^{2} \over 4}+i{\|ix-y\|^{2}-\|ix+y\|^{2} \over 4}}

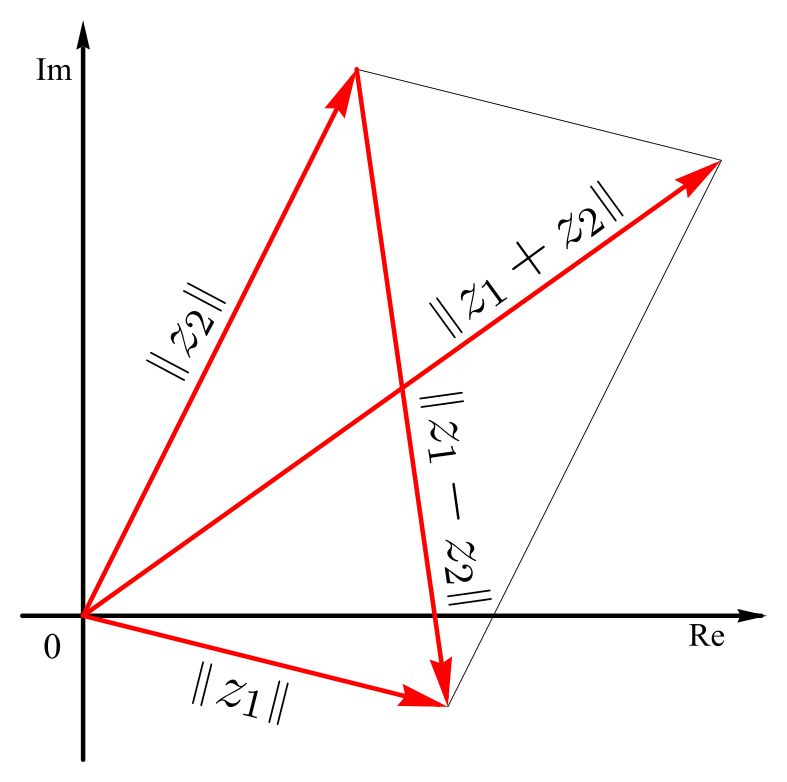
Arganddiagrammet visar parallellogramlagen tillämpad på komplexa tals absolutbelopp

Till exempel, med användning av p-normen med p = 2 och reella vektorer {\displaystyle x,\ y}, görs beräkningen av den inre produkten enligt
{\displaystyle {\begin{aligned}\langle x,y\rangle &={\|x+y\|^{2}-\|x-y\|^{2} \over 4}\\&={\tfrac {1}{4}}\left[\sum |x_{i}+y_{i}|^{2}-\sum |x_{i}-y_{i}|^{2}\right]\\&={\tfrac {1}{4}}\left[4\sum x_{i}y_{i}\right]\\&=(x\cdot y),\end{aligned}}}
vilket är den vanliga skalärprodukten av två vektorer.